# キス・ワルツ
『キス・ワルツ』（ドイツ語: Kuss-Walzer）作品400は、ヨハン・シュトラウス2世が作曲したウィンナ・ワルツ。

## 楽曲解説

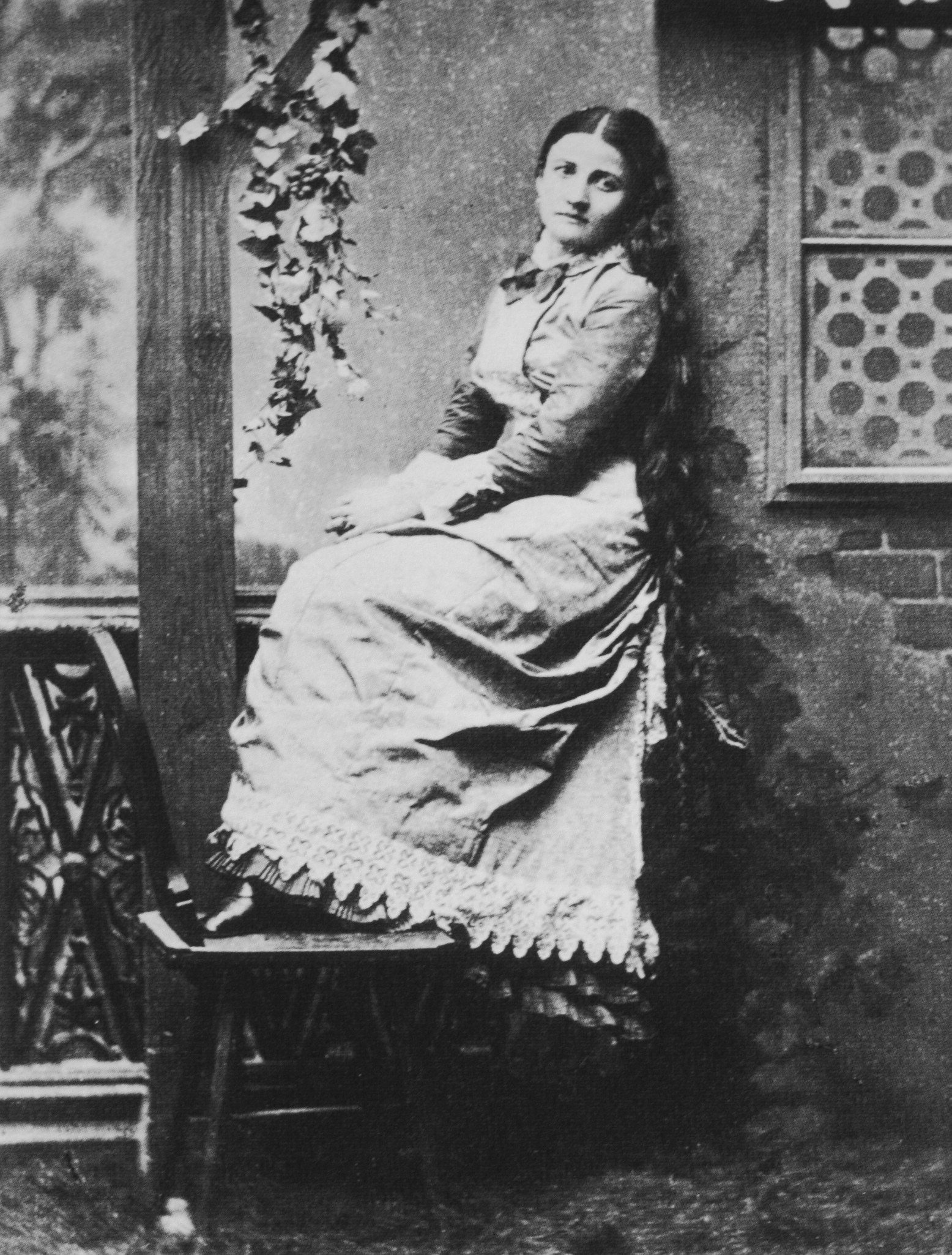
シュトラウス2世の25歳年下の妻、アンゲリカ（リリー）

1881年11月に初演されたオペレッタ『愉快な戦争』のメロディーを用いて作曲されたワルツで、1882年1月の宮廷舞踏会において披露された。妻アンゲリカ（リリー）に献呈された作品であり、その献辞は25歳年下の「愛する妻アンゲリカへ」というものであった。

序奏
余談だが、この頃アンゲリカは劇場監督フランツ・シュタイナーとの不倫に走ろうとしていた。シュトラウス2世は妻の浮気を疑っていたらしく、1882年7月28日、妻に宛ててこのような手紙を書き送っている。
| 「 | 元気でね。心からのキスを送る。やさしいリリー。でも、ぼくから離れないで、一緒にいてくれよ。 | 」 |

## ニューイヤーコンサート
ウィーンフィル・ニューイヤーコンサートへの登場は以下の通りである。
- 2013年 - フランツ・ウェルザー＝メスト指揮